# Montcourt-Fromonville
Montcourt-Fromonville è un comune francese di 2 170 abitanti situato nel dipartimento di Senna e Marna nella regione dell'Île-de-France.

## Società

### Evoluzione demografica
Abitanti censiti